# Ballet d'action

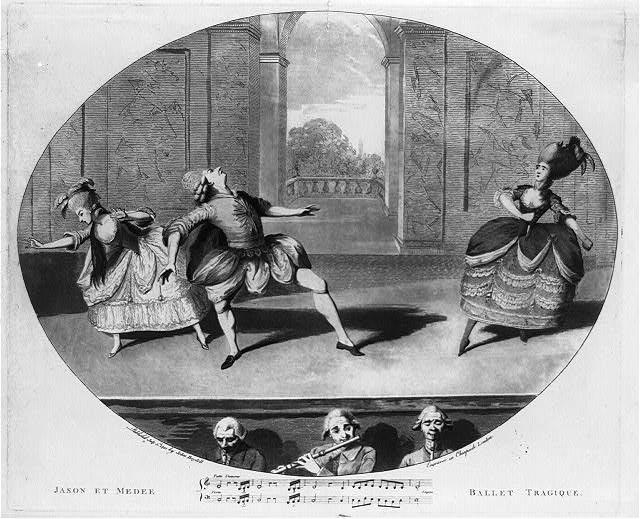
Jason et Médée de Noverre, 1767

Le ballet d'action ou ballet-pantomime, est un spectacle chorégraphique narratif, dont l'histoire est développée à l'aide de la danse et de la pantomime. Il naît au XVIIIe siècle, sous l'influence de l'opéra-ballet et de la comédie-ballet que Lully, Molière et Beauchamp avaient portés sur les scènes d'Europe durant le règne de Louis XIV.
Après avoir triomphé sur les théâtres de la Foire, à l'Opéra-Comique de Paris et au Théâtre-Italien, le ballet-pantomime se répand dans l'Europe entière dès le milieu du siècle : Londres, Vienne, Saint-Pétersbourg et les villes italiennes se partagent Gasparo Angiolini (1731-1803) et Jean-Georges Noverre (1727-1810), qui en sont les véritables maîtres. Ce dernier, éminent théoricien de la danse, préconise le vocable « ballet d'action », plus noble que celui de « ballet-pantomime ». Dans ses Lettres sur la danse (édition de 1807), il affirme : « J'ose dire, sans amour propre, que j'ai ressuscité l'art de la pantomime ; il était enseveli sous les ruines de l'antiquité ». Leurs disciples diffusent à leur tour cette nouvelle forme de ballet, plus proche des préoccupations quotidiennes. Maximilien et Pierre Gardel imposent le genre qui perdurera jusqu'au XXe siècle, notamment à travers le ballet romantique.
Le premier ballet d'action de l'histoire est le Don Juan, ou le Festin de Pierre (1761) de Gluck[réf. nécessaire].

## Les trois genres
En 1760, Noverre reprend la tripartition des styles de danse proposée par John Weaver : la danse noble ou « danse sérieuse et héroïque qui porte en soi le caractère de la tragédie. La mixte ou demi-sérieuse, que l'on nomme communément demi-caractère, celui de la comédie noble, autrement dit le haut-comique. La danse grotesque (ou danse comique), que l'on appelle improprement pantomime puisqu'elle ne dit rien, emprunte ses traits de la comédie d'un genre comique, gai et plaisant ».
En 1817, devant la confusion qui règne à l'Opéra de Paris entre les trois genres, le comte de Pradel arrêta un ensemble de mesures visant à contraindre le ballet à plus de rigueur. L'année suivante, les maîtres de ballet Pierre Gardel et Louis Milon produisirent le rapport suivant :
- La danse noble exige une taille élevée, bien proportionnée et surtout une physionomie noble. Son genre embrasse tous les mouvements d'airs connus sous les noms suivants : la sarabande, la passacaille, l'adagio à 3 et 4 temps, la loure, le menuet noble, la chaconne à 2 et 3 temps, l'air marché à 2 temps, tel que marche, etc., la gigue lourée, la gavotte noble, qui approche du mouvement de chaconne à 2 temps, et généralement tous les grands caractères tels que faunes, tartares, polonais, furies, etc.
- La danse demi-caractère exige une taille moyenne, svelte, gracieuse, et une physionomie agréable. Son domaine renferme : la romance, la sicilienne, la musette galante, le menuet gracieux, l'andante, la pastorale agréable, le 6/8 idem, la gigue ordinaire, la gavotte, le passe pied et généralement tous les caractères de zéphirs, sylphes, troubadours, bergers français, grecs, romains, etc.
- La danse comique exige une taille peu élevée plus forte que fine ; une physionomie enjouée, riante et vive ; voici quel doit être son apanage : la musette champêtre et montagnarde, le menuet de genre et comique et grotesque, le 4 temps louré, le 3/8-6/8 et 12/8, le tambourin et généralement tous les airs de pâtre, contre-danses françaises, allemandes et les caractères comiques ou de genre, tels que le chinois, le lapon, l'anglaise, la cosaque, les furies, les sauvages, etc.